# Přemyšov (osada)
Přemyšov je osada v okrese Ostrava-město v Moravskoslezském kraji. Naprostá většina osady náleží katastrálnímu území Polanka nad Odrou, avšak malá část tvořená ulicí Přemyšovská a dům čp. 76 náleží katastrálnímu území Svinov. Přemyšov se nachází asi 9,5 km jihozápadně od centra Ostravy.
Přemyšov je tvořen ulicemi Přemyšovská, Příměstská (až na malou část této ulice náležející k sousední Janové) a U Olší. Je roztroušen na dvanáct malých částí, které na sebe nenavazují, dohromady je v nich registrováno 35 čísel popisných. Až na čp. 41, 43, 45, 47 a 76 se celá osada nachází jižně od dálnice D1. V roce 2021 žilo v Janové a Přemyšově dohromady 672 obyvatel ve 241 domech.